# Democracy
Democracy is een toneelstuk van de Britse auteur Michael Frayn, voor het eerst in 2003 opgevoerd in het Londense Royal National Theatre in een regie van Michael Blakemore. Dit politiek drama voor tien acteurs, allen mannen, beschrijft de Guillaume-affaire ten tijde van West-Duits kanselier Willy Brandt in de vroege jaren 70. 
Frayn verrichtte uitvoerig archiefonderzoek bij onder meer de Westdeutscher Rundfunk, het Oberlandesgericht Düsseldorf, de Friedrich-Ebert-Stiftung en Brandts toesprakenschrijver Klaus Harpprecht. Op de première werd Willy Brandt door Roger Allam vertolkt en Günter Guillaume door Conleth Hill. Dat het stuk geen vrouwen bevat, dient volgens Frayn om een zo getrouw mogelijk beeld van de Duitse politiek van destijds op te roepen.
In zijn toelichting bij het drama verklaarde Frayn dat het Britse publiek klaarblijkelijk slechts in de naziperiode geïnteresseerd lijkt en voor de rest van de Duitse geschiedenis geen belangstelling lijkt te hebben; hij vond daarentegen de opmerkelijke wederopstanding en pijlsnelle economische bloei van West-Duitsland, gepaard met een ogenschijnlijk saaie, brave burgerlijkheid, een fascinerend onderwerp voor een toneelstuk.

## Samenvatting
De scène heeft een open opbouw, dat wil zeggen volgestouwd met schrijftafels en stoelen, maar zonder scheidingswanden. Op deze manier kunnen spionnen discreet op de achtergrond van de kamer blijven en tegelijk alles afluisteren, terwijl personages steeds op elkaar af kunnen stappen om 'vertrouwelijke gesprekken' te voeren.
Het stuk begint met de benoeming van Brandt tot bondskanselier. Tegen de verwachtingen in heeft hij een coalitie met de FDP gesloten, die echter een zeer kleine meerderheid in het parlement heeft. In ruil voor de medewerking van de liberalen heeft hij Hans-Dietrich Genscher als minister van Binnenlandse Zaken aangesteld. Brandt neemt zijn intrek in Palais Schaumburg in Bonn en ontmoet Guillaume, een gevluchte Oost-Duitser die kennelijk fotograaf en exploitant van een fotokopieerwinkel is geweest en nu dankzij Horst Ehmke een eenvoudig administratief baantje in de kanselarij heeft. Brandt wantrouwt hem aanvankelijk. Guillaume overlegt met zijn opdrachtgever, Arno Kretschmann van de Stasi, die hem aanmoedigt langzamerhand het vertrouwen van Brandt te winnen, maar daarbij zo discreet mogelijk te werk te gaan.
Wat meteen opvalt aan de nieuwe kanselier is zijn gemoedelijkheid. Hij behandelt eenieder als een vriend, spreekt hen bij hun voornaam aan en vertelt graag 's avonds met een glas wijn over zijn ballingschap in Noorwegen tijdens de naziperiode. Het is moeilijk om geen sympathie voor Willy Brandt te hebben; dat is wat hem ook bij het volk populair maakt. Als links politicus wil hij graag zo spoedig mogelijk een vriendschapsverdrag met de DDR en de Sovjet-Unie sluiten: reden te meer voor Guillaume om zo veel mogelijk informatie te bemachtigen omtrent wat Brandt nu eigenlijk van plan is. Het probleem lijkt echter te zijn dat Brandt dat zelf niet zo goed weet: hij is een idealist, maar ook een eeuwige weifelaar. Guillaume doet zijn best om zo intiem mogelijk met Brandt en Helmut Schmidt te worden. Hij begeleidt Brandt op lange treinreizen door het hele land. Overal wordt de bondskanselier enthousiast toegejuicht. Brandt slaapt met talloze vrouwen die hij op deze treinreizen ontmoet. De iconische 'knieval van Warschau', waarbij Brandt spontaan en onnadenkend knielt voor een monument ter nagedachtenis aan de Holocaust, maakt hem geliefder dan ooit tevoren.
Het vertrouwen tussen Brandt en Guillaume bereikt een hoogtepunt wanneer Brandt Guillaume met diens vrouw en kinderen uitnodigt om samen met hem en zijn gezin een vakantie in Noorwegen door te brengen. Beide families beleven een vriendschappelijke tijd en Guillaume begint Brandt oprecht als vriend te waarderen. Het lijkt hem steeds moeilijker te vallen, zijn baas te bedriegen. Het toneelstuk eindigt wanneer aan het licht komt dat de persoonlijke assistent van de kanselier eigenlijk een Oost-Duitse spion is, waarop Brandt aftreedt en opgevolgd wordt door Schmidt. Guillaumes enige troost is dat hij nooit iets over Brandts buitenechtelijke affaires aan de pers heeft gelekt.

## Receptie
Democracy is door de jaren heen verschillende malen opnieuw opgevoerd. De oorspronkelijke opvoeringen vonden plaats ten tijde van het bewind van Tony Blair, wat voor theatercriticus Michael Billington in 2003 een reden was om parallellen met de Britse buitenlandse politiek van destijds te trekken.
Bij een herneming in Sheffield anno 2012 maakte de toenmalige regisseur toespelingen op de politiek van de coalitieregering die aan de macht was en door de sociaalliberale coalitie in Democracy gespiegeld werd. Een Schotse opvoering uit 2016 achtte de recensent van dienst daarentegen niet meer relevant: de vraag of het publieke optreden van een politicus strookt met zijn persoonlijke gedrag in het alledaagse leven was toentertijd, net na de Brexit, niet aan de orde, want er waren veel prangender kwesties aan te pakken. De recensent begreep dan ook niet wat de beweegreden van de regisseur was om dit stuk in het politieke klimaat van 2016 op te voeren.